# Tomocoris ornatus
Tomocoris ornatus är en insektsart som först beskrevs av Woodward 1953.  Tomocoris ornatus ingår i släktet Tomocoris och familjen Rhyparochromidae. Inga underarter finns listade i Catalogue of Life.